# Гігієнічна класифікація умов праці
Умови праці — це сукупність чинників виробничого середовища і трудового процесу, які впливають на здоров'я і працездатність людини під час виконання нею трудових обов'язків.

## Класифікація
Виходячи з принципів Гігієнічної класифікації, умови праці розподіляються на чотири класи:
- 1 клас — оптимальні умови праці - такі умови, при яких зберігається не лише здоров'я працюючих, а створюються передумови для підтримування високого рівня працездатності.
- 2 клас — допустимі умови праці - характеризуються такими рівнями факторів виробничого середовища і трудового процесу, які не перевищують встановлених гігієнічних нормативів для робочих місць, а можливі зміни функціонального стану організму відновлюються за час регламентованого відпочинку або до початку наступної зміни та не чинять несприятливого впливу на стан здоров'я працюючих і їх потомство в найближчому та віддаленому періоді.
- 3 клас — шкідливі умови праці - характеризуються наявністю шкідливих виробничих факторів, що перевищують гігієнічні нормативи і здатні чинити несприятливий вплив на організм працюючого та/або його потомство. 
  - 1-й ступінь — умови праці, що характеризуються такими відхиленнями від гігієнічних нормативів, які, як правило, викликають функціональні зміни, що виходять за межі фізіологічних коливань та найчастіше сприяють зростанню захворюваності з тимчасовою втратою працездатності;
  - 2-й ступінь — умови праці, що характеризуються такими рівнями факторів виробничого середовища і трудового процесу, які здатні викликати стійкі функціональні порушення, призводять у більшості випадків до зростання захворюваності з тимчасовою втратою працездатності, підвищення частоти загальної захворюваності, появи окремих ознак професійної патології;
  - 3-й ступінь — умови праці, що характеризуються такими рівнями шкідливих факторів виробничого середовища і трудового процесу, які призводять до підвищення рівнів захворюваності з тимчасовою втратою працездатності та розвитку, як правило, початкових стадій професійних захворювань;
- 4 клас — небезпечні (екстремальні) - умови праці, що характеризуються такими рівнями факторів виробничого середовища, вплив яких протягом робочої зміни створює високий ризик виникнення важких форм гострих професійних уражень, отруєнь, каліцтв, загрозу для життя.